# Atentado de Churcampa de 2017

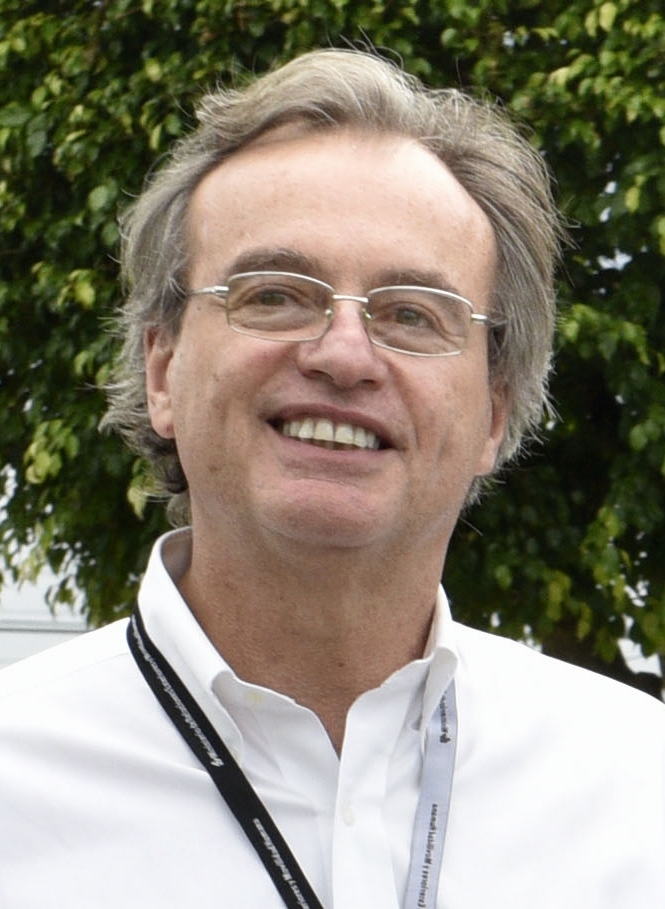
El ministro del Ministerio del Interior Carlos Basombrío fue muy criticado por su "pésima" eficacia liderando el combate en el VRAEM por lo que fue citado al Congreso peruano, el motivo del congreso fue que es el tercer atentado del año; como respuesta el presidente del Consejo de Ministros informó que Basombrío viajará a la zona del atentado para liderar el mismo la búsqueda de los responsables.

El atentado de Churcampa de 2017 —también denominado como atentado de Huancavelica de 2017 o emboscada de Churcampa de 2017— se refiere a la emboscada y posterior prendida de fuego a policías peruanos el jueves 7 de septiembre en medio de la carretera provincial Tucuccasa - Huachuapampa a una hora del distrito de Paucarbamba en la provincia de Churcampa, ubicado en el departamento de Huancavelica; el ataque fue perpetrado por milicianos del grupo terrorista Sendero Luminoso que opera en el centro de la región conflictiva VRAEM. El ataque dejó tres policías muertos durante la emboscada terrorista de sus vehículos y un policía herido que no pudo escapar y terminó siendo incendiado dentro de los vehículos, actualmente se encuentra desaparecido, las milicias de Sendero escaparon terminado el ataque.

## Ataque
El ataque se desarrolló a mediados de las 6:00 p. m. cuando un convoy de vehículos de la policía Nacional del Perú se dirigía al distrito de Paucarbamba, los milicianos de Sendero Luminoso abrieron fuego contra los vehículos causando que tres de los ocupantes murieran al instante, los sobrevivientes no pudieron responder al ataque por lo que optaron en saltar de los vehículos y esconderse en la espesa maleza, ya con el convoy bajo su control los milicianos prendieron fuego a dos de ellos de los cuales en uno se encontraba un policía que en ese momento se encontraba con vida, los efectivos policiales retomaron su posición y dispararon contra los terroristas provocando que ellos huyeran al interior de las montañas andinas.

### Víctimas

#### Fallecidos
Las cuatro víctimas fatales fueron reconocidas como:
- Ciro Ibarra Inga
- Dennis Rodolfo Mendoza Condori
- Carlos Raúl Fernández Muñoz

#### Heridos/Desaparecidos
- Eleazar Jhonny Vila Rojas

## Motivo del ataque
Para algunos especialistas el ataque se da como respuesta simbólica a la cercanía de la fecha 12 de septiembre, mes que en 1992 la policía y el servicio de inteligencia capturaron al líder histórico de la organización terrorista, Abimael Guzmán. Para otros es una simple respuesta desesperada ante los constantes operativos antidrogas que se realizan en la zona. 
Se conoció días después que el motivo del ataque fue una respuesta a las operaciones antidrogas realizada por la policía.

## Consecuencias
El atentado recibió mucha atención mediática, especialmente por ser el tercer atentado en la zona del VRAEM y sus alrededores, varios analistas políticos expresaron que el Estado peruano "está perdiendo la guerra" contra los reductos narcoterroristas que operan en el sur peruano. Los policías muertos fueron ascendidos póstumamente al grado de suboficiales.

## Reacciones
- El Presidente de la República: Pedro Pablo Kuczynski calificó de cobarde el ataque y escribió en su cuenta de Twitter que este hecho «enluta a nuestra familia PNP y a todos los peruanos. Mis condolencias a los familiares de las víctimas», además expresó que comenzarán a buscar a los responsables del ataque.[10]

- El Presidente del Consejo de Ministros: Fernando Zavala dijo durante su visita al congreso que «no vamos a descansar hasta encontrarlos (a los responsables del ataque).»[11]

- El Ministro del Ministerio del Interior: Carlos Basombrío expresó que el atentado «se trata, por un lado, de una venganza contra los policías y un amedrentamiento a jueces y fiscales», haciendo alusión a la captura de Abimael Guzmán.[12]